# Gran Premio de Catar de Motociclismo de 2021
El Gran Premio de Catar de 2021 (oficialmente Barwa Grand Prix of Qatar) fue la primera prueba del Campeonato del Mundo de Motociclismo de 2021. Tuvo lugar en el fin de semana del 26 al 28 de marzo de 2021 en el circuito Internacional de Losail, situado en la ciudad de Doha, Catar.
La carrera de MotoGP fue ganada por Maverick Viñales, seguido de Johann Zarco y Francesco Bagnaia. Sam Lowes fue el ganador de la carrera de Moto2, Remy Gardner segundo y Fabio Di Giannantonio tercero. La carrera de Moto3 fue ganada por Jaume Masiá, seguido de Pedro Acosta y Darryn Binder.

## Resultados

### Resultados MotoGP
| Pos.    | N.º | Piloto            | Equipo                       | Constructor | Vueltas | Tiempo    | Parrilla | Puntos |
| ------- | --- | ----------------- | ---------------------------- | ----------- | ------- | --------- | -------- | ------ |
| 1       | 12  | Maverick Viñales  | Monster Energy Yamaha MotoGP | Yamaha      | 22      | 42:28.663 | 3        | 25     |
| 2       | 5   | Johann Zarco      | Pramac Racing                | Ducati      | 22      | +1.092    | 6        | 20     |
| 3       | 63  | Francesco Bagnaia | Ducati Lenovo Team           | Ducati      | 22      | +1.129    | 1        | 16     |
| 4       | 36  | Joan Mir          | Team SUZUKI ECSTAR           | Suzuki      | 22      | +1.222    | 10       | 13     |
| 5       | 20  | Fabio Quartararo  | Monster Energy Yamaha MotoGP | Yamaha      | 22      | +3.030    | 2        | 11     |
| 6       | 42  | Álex Rins         | Team SUZUKI ECSTAR           | Suzuki      | 22      | +3.357    | 9        | 10     |
| 7       | 41  | Aleix Espargaró   | Aprilia Racing Team Gresini  | Aprilia     | 22      | +5.934    | 8        | 9      |
| 8       | 44  | Pol Espargaró     | Repsol Honda Team            | Honda       | 22      | +5.990    | 12       | 8      |
| 9       | 43  | Jack Miller       | Ducati Lenovo Team           | Ducati      | 22      | +7.058    | 5        | 7      |
| 10      | 23  | Enea Bastianini   | Esponsorama Racing           | Ducati      | 22      | +9.288    | 13       | 6      |
| 11      | 6   | Stefan Bradl      | Repsol Honda Team            | Honda       | 22      | +10.299   | 17       | 5      |
| 12      | 46  | Valentino Rossi   | Petronas Yamaha SRT          | Yamaha      | 22      | +10.742   | 4        | 4      |
| 13      | 88  | Miguel Oliveira   | Red Bull KTM Factory Racing  | KTM         | 22      | +11.457   | 15       | 3      |
| 14      | 33  | Brad Binder       | Red Bull KTM Factory Racing  | KTM         | 22      | +14.100   | 19       | 2      |
| 15      | 89  | Jorge Martín      | Pramac Racing                | Ducati      | 22      | +16.422   | 14       | 1      |
| 16      | 10  | Luca Marini       | SKY VR46 Esponsorama         | Ducati      | 22      | +20.916   | 18       |        |
| 17      | 27  | Iker Lecuona      | Tech3 KTM Factory Racing     | KTM         | 22      | +21.026   | 21       |        |
| 18      | 21  | Franco Morbidelli | Petronas Yamaha SRT          | Yamaha      | 22      | +23.892   | 7        |        |
| 19      | 32  | Lorenzo Savadori  | Aprilia Racing Team Gresini  | Aprilia     | 22      | +46.346   | 22       |        |
| Ret     | 73  | Álex Márquez      | LCR Honda IDEMITSU           | Honda       | 13      | Caída     | 16       |        |
| Ret     | 30  | Takaaki Nakagami  | LCR Honda CASTROL            | Honda       | 6       | Caída     | 11       |        |
| Ret     | 9   | Danilo Petrucci   | Tech3 KTM Factory Racing     | KTM         | 0       | Caída     | 20       |        |
| Fuente: |     |                   |                              |             |         |           |          |        |

### Resultados Moto2
| Pos.    | N.º | Piloto                | Constructor | Vueltas | Tiempo    | Parrilla | Puntos |
| ------- | --- | --------------------- | ----------- | ------- | --------- | -------- | ------ |
| 1       | 22  | Sam Lowes             | Kalex       | 20      | 40:03.123 | 1        | 25     |
| 2       | 87  | Remy Gardner          | Kalex       | 20      | +2.260    | 6        | 20     |
| 3       | 21  | Fabio Di Giannantonio | Kalex       | 20      | +5.228    | 7        | 16     |
| 4       | 72  | Marco Bezzecchi       | Kalex       | 20      | +5.241    | 4        | 13     |
| 5       | 25  | Raúl Fernández        | Kalex       | 20      | +6.145    | 2        | 11     |
| 6       | 16  | Joe Roberts           | Kalex       | 20      | +6.786    | 5        | 10     |
| 7       | 96  | Jake Dixon            | Kalex       | 20      | +8.721    | 10       | 9      |
| 8       | 23  | Marcel Schrötter      | Kalex       | 20      | +10.911   | 13       | 8      |
| 9       | 64  | Bo Bendsneyder        | Kalex       | 20      | +12.493   | 3        | 7      |
| 10      | 9   | Jorge Navarro         | Boscoscuro  | 20      | +16.800   | 8        | 6      |
| 11      | 6   | Cameron Beaubier      | Kalex       | 20      | +17.147   | 22       | 5      |
| 12      | 13  | Celestino Vietti      | Kalex       | 20      | +17.289   | 9        | 4      |
| 13      | 44  | Arón Canet            | Boscoscuro  | 20      | +17.527   | 12       | 3      |
| 14      | 37  | Augusto Fernández     | Kalex       | 20      | +17.540   | 21       | 2      |
| 15      | 12  | Thomas Lüthi          | Kalex       | 20      | +17.816   | 17       | 1      |
| 16      | 14  | Tony Arbolino         | Kalex       | 20      | +18.211   | 18       |        |
| 17      | 79  | Ai Ogura              | Kalex       | 20      | +19.143   | 19       |        |
| 18      | 19  | Lorenzo Dalla Porta   | Kalex       | 20      | +19.220   | 14       |        |
| 19      | 62  | Stefano Manzi         | Kalex       | 20      | +25.806   | 24       |        |
| 20      | 5   | Yari Montella         | Boscoscuro  | 20      | +30.664   | 27       |        |
| 21      | 75  | Albert Arenas         | Boscoscuro  | 20      | +30.708   | 23       |        |
| 22      | 11  | Nicolò Bulega         | Kalex       | 20      | +32.764   | 11       |        |
| Ret     | 35  | Somkiat Chantra       | Kalex       | 19      | Caída     | 16       |        |
| Ret     | 97  | Xavi Vierge           | Kalex       | 14      | Caída     | 15       |        |
| Ret     | 40  | Héctor Garzó          | Kalex       | 9       | Caída     | 25       |        |
| Ret     | 55  | Hafizh Syahrin        | NTS         | 9       | Retirado  | 28       |        |
| Ret     | 7   | Lorenzo Baldassarri   | MV Agusta   | 6       | Caída     | 26       |        |
| Ret     | 42  | Marcos Ramírez        | Kalex       | 0       | Retirado  | 20       |        |
| DNS     | 24  | Simone Corsi          | MV Agusta   |         | No corrió |          |        |
| DNS     | 70  | Barry Baltus          | NTS         |         | No corrió |          |        |
| 1.      |     |                       |             |         |           |          |        |
| Fuente: |     |                       |             |         |           |          |        |

### Resultados Moto3
| Pos.    | N.º | Piloto             | Constructor | Vueltas | Tiempo                | Parrilla | Puntos |
| ------- | --- | ------------------ | ----------- | ------- | --------------------- | -------- | ------ |
| 1       | 5   | Jaume Masiá        | KTM         | 18      | 38:29.620             | 5        | 25     |
| 2       | 37  | Pedro Acosta       | KTM         | 18      | +0.042                | 11       | 20     |
| 3       | 40  | Darryn Binder      | Honda       | 18      | +0.094                | 1        | 16     |
| 4       | 11  | Sergio García      | Gas Gas     | 18      | +0.435                | 8        | 13     |
| 5       | 2   | Gabriel Rodrigo    | Honda       | 18      | +0.880                | 7        | 11     |
| 6       | 23  | Niccolò Antonelli  | KTM         | 18      | +0.899                | 10       | 10     |
| 7       | 28  | Izan Guevara       | Gas Gas     | 18      | +0.965                | 2        | 9      |
| 8       | 24  | Tatsuki Suzuki     | Honda       | 18      | +2.214                | 28       | 8      |
| 9       | 27  | Kaito Toba         | KTM         | 18      | +1.950                | 6        | 7      |
| 10      | 50  | Jason Dupasquier   | KTM         | 18      | +2.219                | 12       | 6      |
| 11      | 55  | Romano Fenati      | Husqvarna   | 18      | +2.316                | 18       | 5      |
| 12      | 99  | Carlos Tatay       | KTM         | 18      | +2.298                | 14       | 4      |
| 13      | 12  | Filip Salač        | Honda       | 18      | +2.345                | 23       | 3      |
| 14      | 6   | Ryusei Yamanaka    | KTM         | 18      | +2.434                | 21       | 2      |
| 15      | 73  | Maximilian Kofler  | KTM         | 18      | +14.768               | 16       | 1      |
| 16      | 92  | Yuki Kunii         | Honda       | 18      | +14.834               | 20       |        |
| 17      | 31  | Adrián Fernández   | Husqvarna   | 18      | +22.187               | 22       |        |
| 18      | 82  | Stefano Nepa       | KTM         | 18      | +22.277               | 25       |        |
| 19      | 20  | Lorenzo Fellon     | Honda       | 18      | +28.282               | 27       |        |
| 20      | 53  | Deniz Öncü         | KTM         | 18      | +41.283               | 19       |        |
| 21      | 19  | Andi Farid Izdihar | Honda       | 18      | +44.976               | 26       |        |
| Ret     | 71  | Ayumu Sasaki       | KTM         | 17      | Caída                 | 15       |        |
| Ret     | 43  | Xavier Artigas     | Honda       | 7       | Moto dañada por caída | 24       |        |
| Ret     | 17  | John McPhee        | Honda       | 2       | Caída                 | 3        |        |
| Ret     | 16  | Andrea Migno       | Honda       | 2       | Moto dañada por caída | 17       |        |
| Ret     | 52  | Jeremy Alcoba      | Honda       | 2       | Retirado              | 4        |        |
| Ret     | 54  | Riccardo Rossi     | KTM         | 1       | Caída                 | 9        |        |
| Ret     | 7   | Dennis Foggia      | Honda       | 0       | Caída                 | 13       |        |
| 1.      |     |                    |             |         |                       |          |        |
| Fuente: |     |                    |             |         |                       |          |        |